# 카오 마니
카오 마니(태국어: ขาวมณี) 또는 다이아몬드 아이는 태국에서 기원한 희귀한 고양이 품종으로, 수백 년 전으로 거슬러 올라가는 고대 조상이 있다. 그들은 탐라모우에서 언급된다. 카오 마니는 짧고 매끄러운 털을 가진 순백색이다. 눈 색으로는 푸른 눈, 금색 눈, 오드아이가 있다. 오드아이인 카오 마니는 가장 희귀한 품종이다. 근육이 발달하고 운동성이 강한 중형의 외래종 고양이로 활동적이고, 의사소통 능력이 뛰어나며, 지적인 동물로 알려져 있다.
비록 이 품종은 태국에서만 잘 알려져 있지만, 최근에는 서양의 고양이 사육업자들이 키우기 시작하였고, 2009년 5월 TICA로부터 등록 가능한 지위를 얻었다. 2011년 9월 3일, 이 품종은 2012년 5월 1일부터 "예비 신품종"으로 승격되었고, 2013년 8월 30일에는 "고급 신품종"으로 승격되었다.
2015년 1월 24일, 카오 마니 품종은 2015년 5월 1일부터 TICA에서 챔피언십 단계로 승격되었다.
2010년 9월 8일, GCCF 집행위원회 회의에서 카오 마니는 GCCF에서 품종명을 부여받았다. 카오 마니 캣 클럽은 2011년 10월 26일 이사회에서 GCCF 가입을 승인받았다.
2018년 2월 7일 가장 큰 고양이 등록소인 CFA에서도 받아들여졌고, 2018년 5월 1일부터 CFA의 쇼에 등장했다.

## 역사

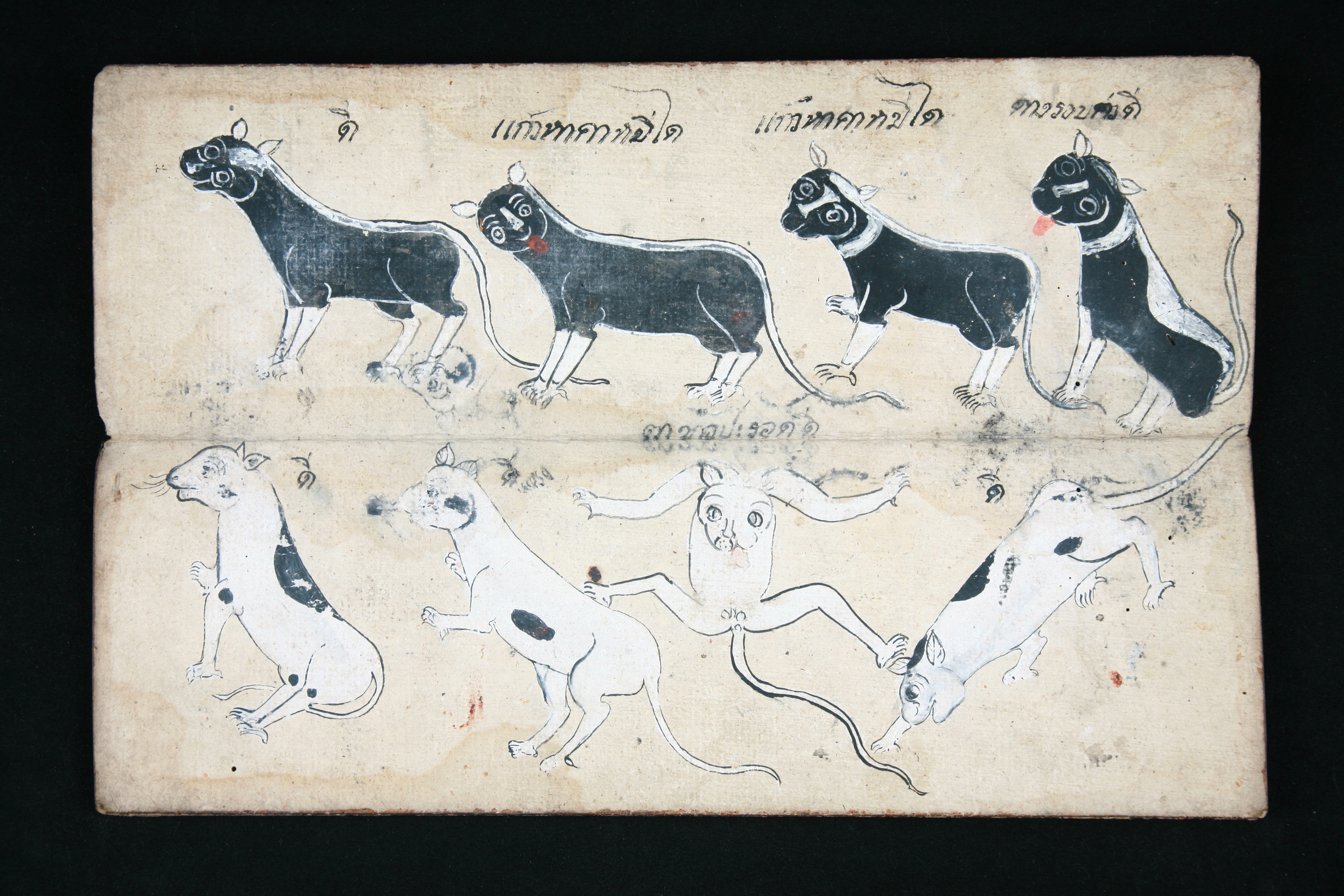
왓 아룬의 탐라묘에 나오는 카오 마니 고양이 또는 카오 플롯은 톤부리 왕국 - 라타나코신 왕국 (1768 - 1910)에서 유래되었다. 현재 태국 국립도서관에 보관되어 있다.

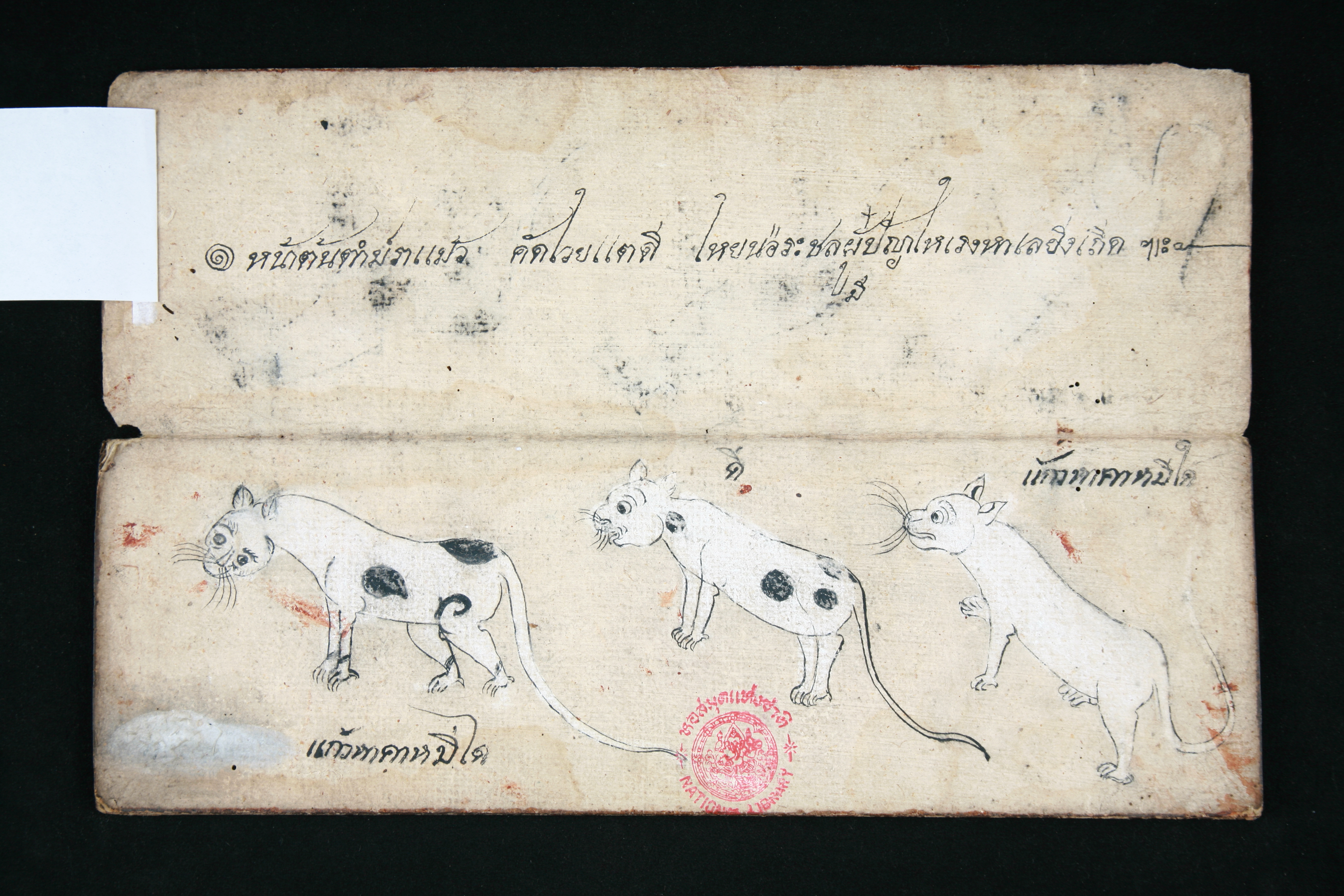
1768년부터 1910년까지 왓 아룬의 탐라묘에 등장하는 카오 마니 고양이(오른쪽)

카오 마니는 샴고양이, 코랏 등 태국의 고양이 품종에 필적하는 고대 고양이 품종이다. 카오 마니는 고양이 책인 탐라모우(Tamra Mau)에 언급되어 있는데, 이 책에는 샴 고양이 품종과 태국, 또는 시암에 서식하는 다른 털 색깔 고양이들도 언급되어 있다.  카오 마니 고양이는 짧고 매끄럽고 가까운 털을 가진 순백색이다.

### 아유타야 왕국
아유타야 왕국(1351-1767)에는 샴 고양이, 코랏 고양이, 수팔락 고양이, 곤자 고양이 등 고양이를 기록하는 고대 시암 고양이에 관한 책이 많이 있다. 아유타야에는 23종이 있다. 아유타야 왕궁에서 17종이 있었으나 카오 마니에 대한 기록은 없다. 흰 고양이에 대한 기록은 몇 가지 있지만 카오 마니에 대한 구체적인 기록은 없다.

### 톤부리 왕국

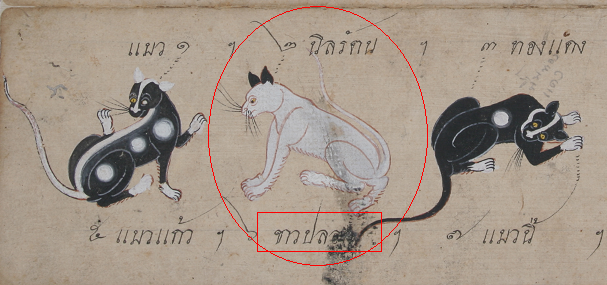
당시에 기록한 잘못된 그림이다. 카오 마니라고 하나, 실제로 이것은 뮬라 고양이이다.

아유타야 왕국이 버마-시암 전쟁(1765-67)에서 무너진 후, 시암인들은 톤부리 왕국(1768-1782)으로 이주했다. 방콕에서 가장 중요한 사원 중 하나는 왓 아룬에 도달했다. 아유타야 왕국 시대부터 왓 아룬의 자리에는 불교 사원이 존재했다. 아유타야가 함락된 후, 탁신왕이 신전 근처에 그의 새로운 수도 톤부리를 세웠을 때에 기록한 카오 마니에 관한 내용이 그곳에서 발견되었다.

### 라타나코신 왕국

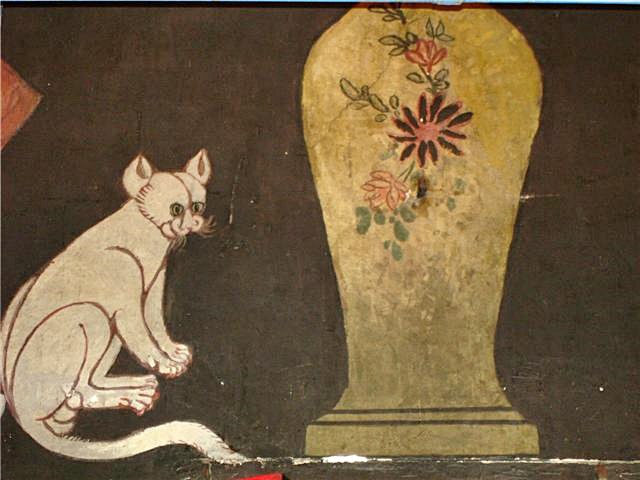
방콕 왓통 노파쿤에 있는 카오 마니 벽화. 라마 1-3 (1782 - 1851)의 통치 기간에 만들어졌다.

라타나코신 왕국의 낭클라오왕(1824-1851)의 통치 기간에는 카오 마니가 더 자주 언급된다. 카오 마니 고양이는 유명하며 사찰에서 발견된 고양이 그림이 있다. 흰 고양이는 원래 '카오 플롯'으로 알려졌으나, 쭐랄롱꼰(1868-1910) 왕의 통치 기간에 '카오 마니'로 알려지게 되었다.
카오 마니는 시암이나 외국 백색 시암을 포함한 시암고양이와 혼동해서는 안 된다. 모두 공통적인 배경을 가지고 있지만, 시암고양이와 카오 마니는 유전 구조, 혈통, 번식 방법이 다르기 때문에, 카오 마니는 태국에서뿐만 아니라 서양에서도 완전히 다른 품종으로 간주된다.

## 성격
주인에게 헌신적이고 호기심 많고 똑똑하다. 따뜻한 낮잠에 들기 전 좋은 사냥감을 가지고 노는 것을 좋아한다. '하얀 보석'으로 알려진 카오 마니는 태국 왕족들이 많이 탐낸다는 소문이 나 있어 운이 좋은 이들에게 행운을 가져다 준다는 믿음이 있다.

## 기타 특징

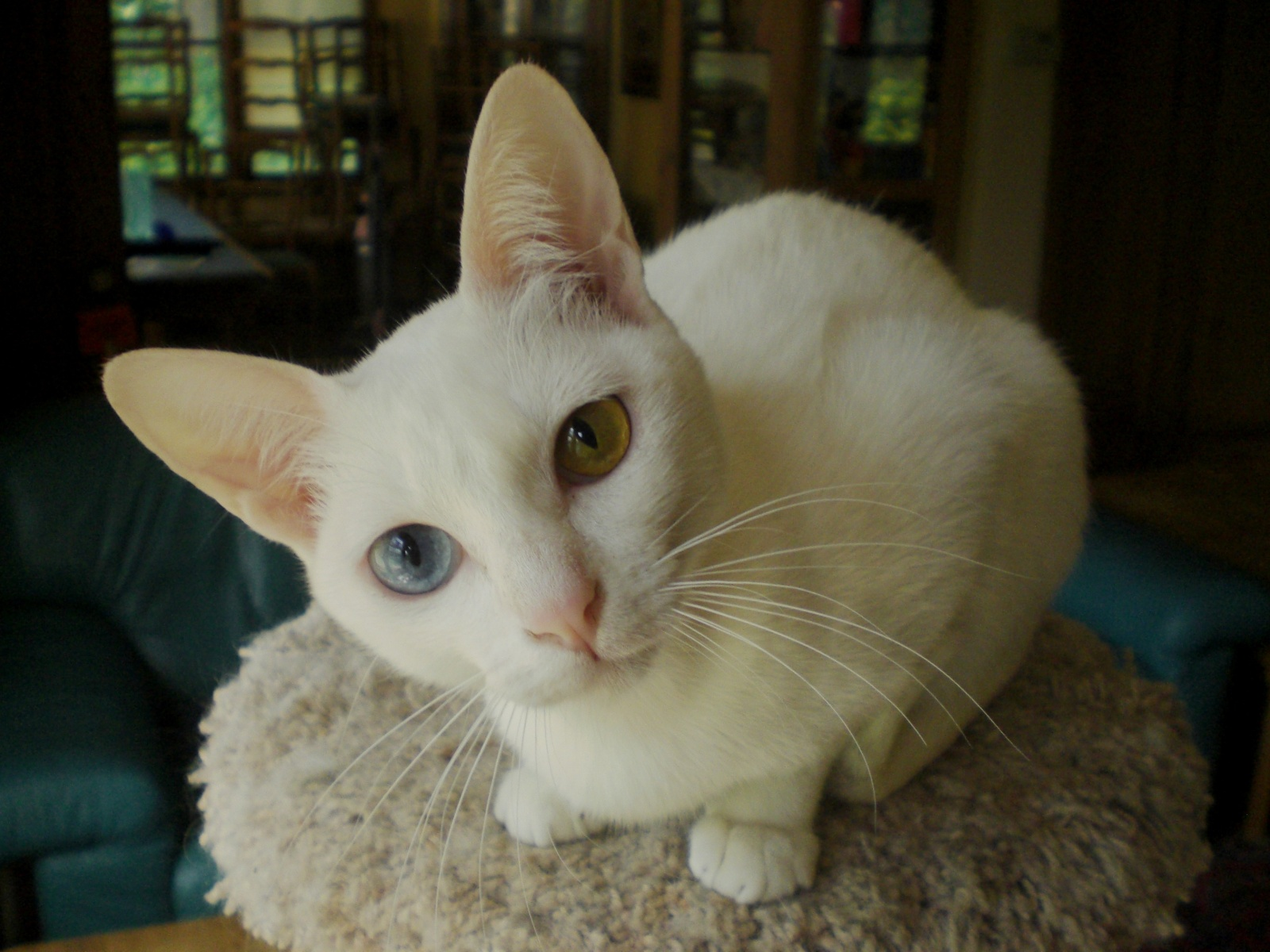
오드아이 카오 마니

카오 마니는 샴과 같은 희귀한 색깔의 고양이들과 마찬가지로 처음에는 시암 왕족이 길렀다고 한다. 태국의 사육자들은 카오 마니의 혈통과 품종 표준을 보존하기 위한 노력으로 카오 마니를 홍보하고 번식시키고 있다. 1999년 콜린 프라이무스가 카오 마니 12마리를 수입하면서 미국으로 최초의 카오 마니 고양이가 들어왔다. 2004년 프랑스의 프레데리크 라초 괴데르트와 함께 다른 사육 프로그램을 시작했다. 자넷 폴센의 도움으로, 그들은 이 품종을 세계의 모든 고양이 등록소에서 인정받기 위해 노력했다.
카오 마니는 현재 세계에서 가장 희귀한 고양이 품종 중 하나이다. 가격은 상대적으로 비싸다. 금색 눈과 장애를 가진 고양이는 미국 달러 약 1,800달러에 거래된다. 반면 서양이나 태국의 명문 번식 업소에서 태어난 어린 오드아이 개체는 3500달러 선에서 팔린다. 단일 눈동자 색이나 매우 희귀한 특징을 가진 이들은 최대 10,000달러에 이를 수 있다.
카오 마니는 왕정과도 관련이 있지만, 언론에 의해 행복과 치유에 관한 전설이 보도되었기 때문에 매우 인기가 있다. 이는 종교적 발견과 갑작스러운 운명에 관한 것이다. 어떤 이야기들은 수도원 건설에 자금을 대준 보석 같은 눈을 가진 주제에 대해 1993년에 4백만 달러 이상에 달하는 금액을 언급한다.
출생 12주 후, 아기 고양이들은 기본적인 접종을 받고 새로운 환경에 신체적, 사회적으로 안정되는 과정을 거친다. 귀한 물건은 실내에 보관하고, 중성화 수술을 하거나, 스크래처(긁개)를 준비하는 것은 건강하고, 길고, 즐거운 삶을 유지하기 위한 필수적인 요소이다. 태국 밖에서는 수입 선조들의 진짜 카오 마니임을 확보하기 위해 한 주요 협회에 고양이 등록이 의무화되어 있다.

## 같이 보기
- 타이 고양이
- 시암고양이
- 코랏